# RJR Nabisco
RJR Nabisco, Inc., był amerykańskim konglomeratem spożywczo-tytoniowym utworzonym w 1985 roku w wyniku fuzji R.J. Reynolds Tobacco Company, znanej np. z produkcji papierosów marek Camel, czy Pall Mall, oraz Nabisco – firmy działającej w sektorze spożywczym.
Powstała w wyniku fuzji spółka nie przetrwała, jej dział tytoniowy został oddzielony w 1999 roku w związku z sądowym dochodzeniem odszkodowań spowodowanych szkodliwością wytwarzanych produktów, działała jednak w tej formie w momencie przejęcia. Obecnie R.J. Reynolds funkcjonuje jako niezależny podmiot, a Nabisco jest spółką-córką Mondelēz International.
Firma ta została bowiem wykupiona w 1988 roku, przez Kohlberg Kravis Roberts & Co., w największej jak na owe czasy transakcji wykupu kredytowanego tzw. LBO (Leveraged buyout), szacowanego na kwotę $ 25 mld.
Transakcja przejęcia stała się podstawą do napisania książki pt. „Barbarzyńcy u bram: upadek RJR Nabisco” (Bryan Burrough, John Helyar), w oparciu o którą powstał później film.
W momencie przejęcia dyrektorem zarządzającym był Frederick Ross Johnson.

## Transakcja wykupu kredytowanego RJR Nabisco
Próba przejęcia kontroli nad spółką poprzez MBO (management buyout) nie powiodła się. Zachęciła jednak inne podmioty (np. Kohlberg Kravis Roberts & Co, Forstmann Little, First Boston) do podjęcia próby wykupu – w oparciu o LBO.
Wyjątkową cechą tej transakcji była jej dynamika. Kolejne oferty jakie poszczególni graczy składali radzie nadzorczej dawały akcjonariuszom coraz lepsze warunki finansowe, znacznie wykraczając poza aktualną wycenę na giełdzie.